# Каминада (Тревизо)
Каминада је насеље у Италији у округу Тревизо, региону Венето.
Према процени из 2011. у насељу је живело 29 становника. Насеље се налази на надморској висини од 25 м.